# 密支那縣
密支那縣為緬甸克欽邦下轄的一個縣，其區域面積為35,019.0平方公里，2014年人口531,456人。密支那為該縣首府。

## 行政区划
密支那县下辖3个镇区：
- 因姜扬镇区（Injangyang Township）
- 密支那镇区（Myitkyina Township）
- 歪莫镇区（Waingmaw Township）

## 外部連結
- "Myitkyina District, Burma"Archive.today的存檔，存档日期2012-12-20 SatelliteViews.net